# غالبلار
غالبلار (به ازبکی: Goliblar) یک منطقهٔ مسکونی در ازبکستان است که در شهرستان ارناسای واقع شده‌است. غالبلار ۹٬۱۱۰ نفر جمعیت دارد.